# Drobeta brephus
Drobeta brephus là một loài bướm đêm trong họ Noctuidae.